# Qt Group

логотип Trolltech

Qt Group (раніше знана як Qt Software, Trolltech та Quasar Technologies) — компанія з виробництва програмного забезпечення. Компанія надає платформи для розробки програм і фреймворки, а також пропонує консультаційні послуги.
Основний продукт — Qt, мультиплатформовий графічний C++ фреймворк. На додаток до графічного інструментарію, Qt надає такі пакети, як структури даних і мережеві бібліотеки. Популярне вільне середовище робочого столу KDE використовує бібліотеку Trolltech — Qt. Trolltech також надає роботу декільком розробникам KDE.

## Історія

### Trolltech
У 2001 році Trolltech представила Qtopia, засноване на Qt. Qtopia — платформа для застосунків для пристроїв під управлінням Linux, наприклад, мобільних телефонів, музичних плеєрів і домашнього мультимедійного устаткування. Також може використовуватися в продукції не для масового використання, такого як медичне і заводське обладнання.
Компанію заснували Ейрік Чамб-Енг і Гаавард Норд в 1994-му році. Вони почали писати Qt в 1991-му і відтоді Qt постійно розширювалася і поліпшувалася. Trolltech закінчила IPO на фондовій біржі Осло в липні 2006-го.

### Nokia
28 січня 2008 року Nokia оголосила про придбання компанії Trolltech. Qt використовувалася у мобільних застосунках в смартфонах на базі Series 60, а також у Windows-застосунку Nokia РС Suite.